# Monica Ali
Monica Ali (Dacca, 20 ottobre 1967) è una scrittrice britannica nata in Bangladesh.
Nel 2003 è stata selezionata come una dei "Best of Young British Novelists" dalla rivista Granta sulla base del suo manoscritto inedito. Il suo romanzo d'esordio Sette mari tredici fiumi fu pubblicato nello stesso anno ed è stato selezionato per il Booker Prize.

## Biografia

### Primi anni e studi
Ali è nata a Dacca, nel Pakistan orientale (oggi Bangladesh) nel 1967 da padre bengalese e madre inglese. Quando aveva tre anni, la sua famiglia si trasferì a Bolton, in Inghilterra. Suo padre è originario del distretto di Mymensingh. Ha frequentato la Bolton School e poi ha studiato filosofia, politica ed economia al Wadham College di Oxford.

### Sette mari tredici fiumi (Brick Lane)
Brick Lane è una strada nel cuore della comunità bengalese di Londra. Il romanzo di Ali con lo stesso nome segue la vita di Nazneen, una donna del Bangladesh che si trasferisce a Londra all'età di 18 anni, per sposare un uomo più anziano di nome Chanu. Il romanzo esplora la sua vita e gli adattamenti nella comunità, così come il personaggio di Chanu e la loro più ampia comunità etnica. Un ulteriore filone narrativo copre le esperienze della sorella di Nazneen Hasina attraverso l'uso della sua corrispondenza.

### Accoglienza
The Observer ha descritto Chanu come "uno dei miracoli più importanti del romanzo: il doppio della sua età, con una faccia da rana, una tendenza a citare Hume e lo sconfinato ottimismo dell'ossessione di auto-miglioramento, è sia esasperante che, per il lettore almeno, enormemente amabile." Geraldine Bedell ha scritto in The Observer che "l'immagine più vivida del matrimonio è di lei [Nazneen] che taglia i calli del marito, un compito che sembra dover svolgere con spaventosa regolarità. [Suo marito] è pomposo e gentile, pieno di progetti, nessuno dei quali mai realizzato, e poi di risentimento per i tipi ignoranti che non lo approvano o non capiscono le sue citazioni di Shakespeare o della sua razza, etnia e modulo di classe della Open University."

### Opinioni
Ali si è opposta al tentativo del governo britannico di introdurre la legge del 2006 sull'odio razziale e religioso. Ne ha discusso nel suo contributo a Free Expression Is No Offense, una raccolta di saggi pubblicata da Penguin nel 2005.
Si oppone allo sviluppo politico dell'"industria dei sentimenti feriti", un sistema di leggi e pratiche legali nell'Asia meridionale, principalmente in India, che consente ai gruppi e alle organizzazioni religiose di sentirsi "feriti" da alcuni testi o opere d'arte successivamente banditi. Ali ha coniato l'espressione "mercato dell'indignazione" per descrivere la commercializzazione di queste pratiche.
Nel 2013 è stata annunciata come una delle numerose nuove modelle per la campagna Womanism di Marks & Spencer, che l'ha vista apparire al fianco di donne britanniche come la cantante pop Ellie Goulding, la campionessa olimpica di boxe Nicola Adams e l'attrice Helen Mirren.

### Vita privata
Ali vive nel sud di Londra con suo marito Simon Torrance, un consulente aziendale. Hanno due figli di nome Felix (nato nel 1999) e Shumi (nato nel 2001).

## Opere
- 2003 - Sette mari tredici fiumi (Brick Lane), Marco Tropea, 2003
- 2006 - Alentejo blu (Alentejo Blue), Marco Tropea, 2006
- 2009 - In the Kitchen (In the Kitchen), Il Saggiatore, 2010
- 2011 - La storia mai raccontata (Untold Story), Il Saggiatore, 2011
- 2022 - Amore matrimonio (Love Marriage), trad. di Katia Bagnoli, Mondadori, 2022